# Sundown (Missouri)
Sundown é uma vila localizada no estado americano de Missouri, no Condado de Ozark.

## Demografia
Segundo o censo americano de 2000, a sua população era de 38 habitantes.

## Geografia
De acordo com o United States Census Bureau tem uma área de
2,8 km², dos quais 2,8 km² cobertos por terra e 0,0 km² cobertos por água.

## Localidades na vizinhança
O diagrama seguinte representa as localidades num raio de 28 km ao redor de Sundown.